# Blume Bl 500
Die Blume Bl 500 war ein deutsches Reiseflugzeug, das von der Walter Blume Leichtbau und Flugtechnik GmbH hergestellt worden ist. Es wurden lediglich zwei Exemplare produziert.

## Geschichte
Bald nach der Wiederzulassung der Luftfahrt in der Bundesrepublik Deutschland gründete Professor Walter Blume – bis 1945 Technischer Leiter und Geschäftsführer bei Arado – ein Ingenieurbüro für Leichtbau und Flugtechnik in Duisburg-Ruhrort. Er konnte eine größere Anzahl früherer Mitarbeiter hinzuziehen oder einstellen. Begonnen wurde mit der Erarbeitung der deutschen Nachbauunterlagen für das italienische Schulflugzeug Piaggio P.149 D, das bei Focke-Wulf in Bremen in Serie ging. Daneben konzipierte er als Weiterentwicklung des berühmten zweisitzigen Reiseflugzeuges Arado Ar 79 ein viersitziges Ganzmetall-Reiseflugzeug mit der Bezeichnung Blume Bl 500.
Bei der Auslegung war an die Möglichkeit gedacht worden, drei verschieden starke Motoren zu verwenden. Die schwach motorisierte Version (Bl 501) wurde nicht realisiert. Das erste Musterflugzeug (Bl 502) wurde bei Focke-Wulf gebaut. Den Erstflug absolvierte die Maschine mit dem Kennzeichen D-EKUB im März 1957 in Bremen. Der zweite Prototyp mit dem Kennzeichen D-EGEM flog ebenfalls erstmals im Jahr 1957. Die Bl 502 erhielt ihre Zulassung am 18. April 1958. In den Jahren 1958 und 1959 folgte die Erprobung der Bl 503, welche am 20. Oktober 1959 ihre Zulassung erhielt. Im Frühjahr 1959 wurde ein Verkaufspreis von 68.000,00 DM für die Bl 503 in der Standardausführung genannt. Der verhältnismäßig hohe Preis erklärte sich u. a. aus dem größten Aufwand an Bauvorrichtungen der speziellen Flügelbauweise. Zu einer Serienfertigung kam es nicht.

## Konstruktion
Die Bl 500 war als viersitziger freitragender Ganzmetalltiefdecker, mit einziehbarem Bugradfahrwerk ausgeführt. Sie war stärker motorisiert als die Ar 79. Zudem hatte sie eine verbesserte aerodynamische Formgebung. Für das dünne Laminarprofil war eine hohe Oberflächengüte erforderlich, die man nicht mit der üblichen genieteten Holm-Rippen-Konstruktion erreichen konnte; man entschied sich stattdessen für geklebte Blechbahnen ohne Stöße quer zur Flugrichtung – nach dem erstmals bei der Firma Fokker eingeführten Metallklebeverfahren mit warm aushärtenden Redux-Klebern.
Die Beplankung wurde ohne Unterbrechung um das gesamte Profil herum gelegt und vorgespannt. Dafür waren besondere Klebevorrichtungen erforderlich. Auch die Querruder und die Landeklappen wurden in Metallklebebauweise hergestellt. Das Einziehfahrwerk ließ sich leicht von Hand einziehen, da das Bugrad und das Hauptfahrwerk durch Federn gewichtsentlastet waren. Die Haupträder ragten etwas aus der Tragfläche heraus, um bei Bauchlandungen die Zelle zu schützen. Im Flügelmittelteil waren zwei Kraftstoffbehälter von je 70 l Inhalt untergebracht.

## Technische Daten
| Kenngröße             | Blume Bl 502                       | Blume Bl 503                           |
| --------------------- | ---------------------------------- | -------------------------------------- |
| Besatzung             | 1                                  | 1                                      |
| Passagiere            | 3                                  | 3                                      |
| Länge                 | 8,15 m                             | 8,15 m                                 |
| Spannweite            | 10,675 m                           | 10,675 m                               |
| Höhe                  | 2,40 m                             | 2,40 m                                 |
| Flügelfläche          | 15 m²                              | 15 m²                                  |
| Flügelstreckung       | 7,6                                | 7,6                                    |
| Leermasse             | 670 kg                             | 670 kg                                 |
| Startmasse            | 1120 kg                            | 1200 kg                                |
| Antrieb               | ein Lycoming O-320 110 kW (150 PS) | ein Lycoming O-360 A1A 132 kW (180 PS) |
| Höchstgeschwindigkeit | 350 km/h                           | 350 km/h                               |
| Steigrate             | 5,3 m/s                            | 5,3 m/s                                |
| Gipfelhöhe            | 4800 m                             | 4800 m                                 |
| Reichweite            | 900 km                             | 900 km                                 |

## Erhaltene Flugzeuge
Nachdem die D-EKUB durch einen Unfall im Jahre 1971 beschädigt wurde, ist nur noch die D-EGEM erhalten geblieben. Sie wurde auf dem Flugplatz Koblenz-Winningen bei der Firma Gomolzig Flugzeug und Maschinenbau GmbH restauriert. Anfang 2017 fand der erste Testflug statt, bei dem es beim Landen zu einem Fahrwerksbruch kam. Nach einer Reparatur war das Flugzeug D-EGEM wieder flugfähig.